# Petrozsény
Petrozsény (románul Petroșani, németül Petroschen) megyei jogú város Romániában, Hunyad megyében.

## Fekvése
Vajdahunyadtól 70 km-re délkeletre, a Zsil völgyében fekszik.

## Története

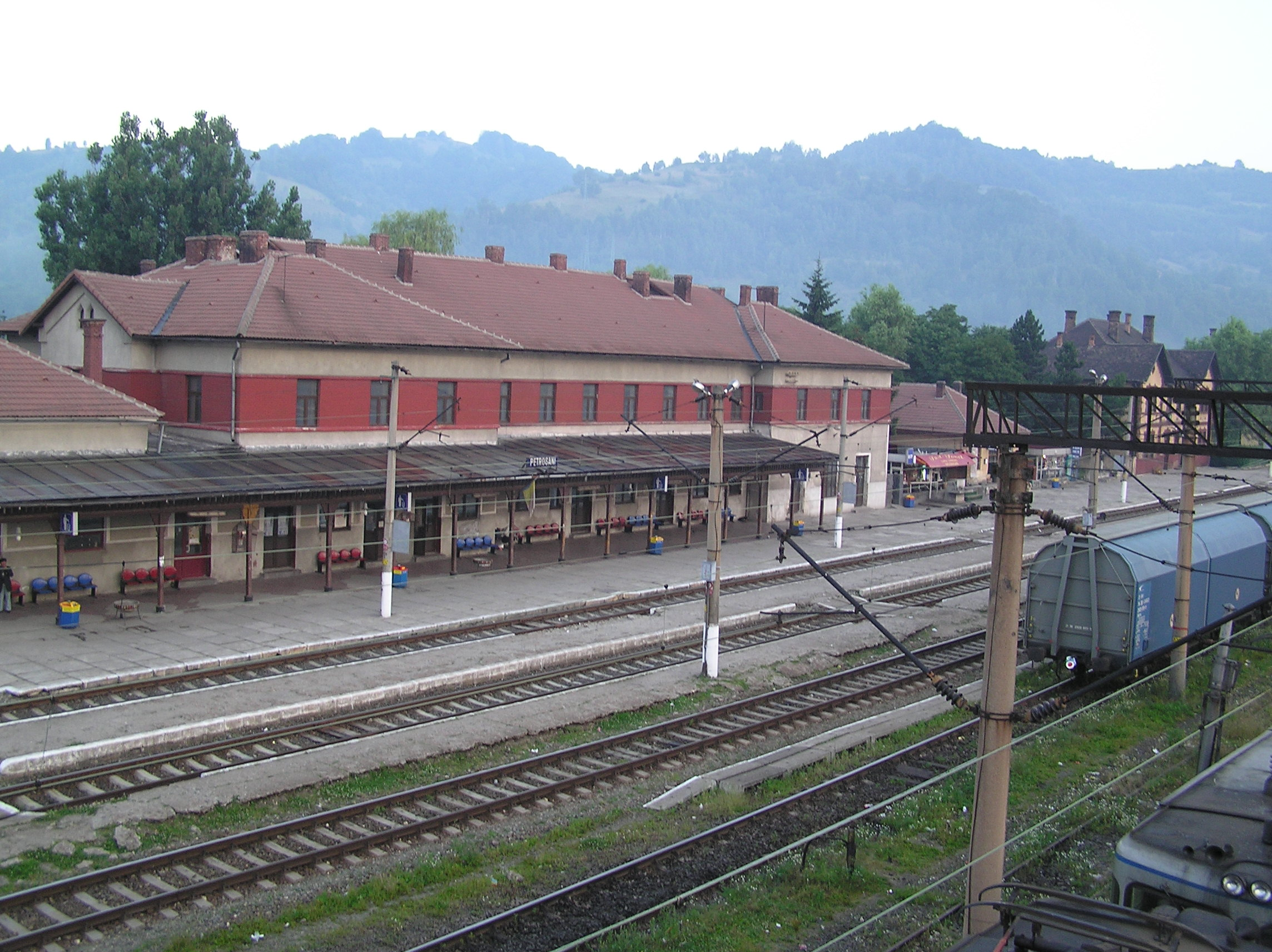
A vasútállomás

A bányászvárost a 18. században alapították a közeli Petrosz faluból érkező lakosok, innen a neve. A trianoni békeszerződésig Hunyad vármegye Petrozsényi járásának székhelye volt. 1916-ban a várost megtámadta a román hadsereg. A települést egy bányászzászlóalj védelmezte, amely az utolsó szál emberig elesett a harcokban, de önként nem adta fel a várost. A román megszállás azonban (ekkor még) nem tartott sokáig, mert az egyesült osztrák–magyar–német seregek kiverték a románokat a városból. Ebben nagy szerepe volt Maderspach Viktornak, aki partizánalakulatot szervezve nyugtalanította a román hadsereg hadműveleteit.

## Népessége
1910-ben 12 193 lakosából 7748 (63,54%) magyar, 3250 román (26,65%) és 831 (6,82%) német volt.
1992-ben társközségeivel együtt 52 390 lakosából 45 387 (86,63%) román, 5682 (10,85%) magyar, 572 (1,09%) cigány, 531 (1,01%) német volt.
2002-ben társközségeivel együtt 45 149 lakosából 40 407 (89,50%) román, 3815 (8,45%) magyar, 528 (1,17%) cigány, 275 (0,61%) német volt.
Határában feketeszenet bányásznak.

## Híres személyek
- 1910-ben itt kezdte tanári pályáját P. Marton Boldizsár Marcell karmelita szerzetes.
- Itt született 1919-ben Esztó Zoltán bányamérnök.
- Itt született 1928-ban Fodor Nagy Éva erdélyi festőművész, író, Fodor Sándor író felesége.
- Itt született 1937-ben Szüszer-Nagy Katalin erdélyi művelődés- és közösségszervező.
- Itt született 1967-ben Cristina Adela Foișor román sakkozó, női nemzetközi nagymester.
- Itt tanított Mrenna József (1880-1956) gimnáziumi tanár, igazgató.
- Itt szolgált Viglás Lajos (1887-1943) pedagógus.
- Itt tanult Petrozsényi Nagy Pál (1942-2023) magyar író, novellista, tanár.
- Itt játszott Aurel Guga (1898-1936) román válogatott labdarúgó, csatár.

## Testvérvárosok
- Nova Zagora, Bulgária
- Várpalota, Magyarország